# Paraperineta curvicerca
Paraperineta curvicerca är en insektsart som beskrevs av Marius Descamps och Wintrebert 1967. Paraperineta curvicerca ingår i släktet Paraperineta och familjen gräshoppor. Inga underarter finns listade i Catalogue of Life.